# Obed
De naam Obed betekent "Dienaar". De naam komt verschillende malen in de Bijbel voor.
- De zoon van Boaz en Ruth (Ruth 4:17, I Kronieken 2:12), de vader van Isaï. In het Matteüs 1:5 en Lucas 3:32 staat deze Obed vermeld als een van de voorouders van Jezus Christus.
- De zoon van Eflal uit de stam Juda (I Kronieken 2:37). Deze Obed was de vader van Jehu.
- Een van Davids helden (I Kronieken 11:47).
- De zoon van Semaja, Leviet en poortwachter (I Kronieken 26:7). Deze Obed kwam uit het geslacht van Obed-Edom.
- De vader van de overste Azarja (II Kronieken 23:1), ten tijde van koningin Atalia of Atalja en de priester Jojada een verbond sloot.